# Kőtelek
Kőtelek là một thị trấn thuộc hạt Jász-Nagykun-Szolnok, Hungary. Thị trấn này có diện tích 45,14 km², dân số năm 2010 là 1597 người, mật độ 35 người/km².